# El malestar en la cultura
El malestar en la cultura (en alemany Das Unbehagen in der Kultur) és una obra de Sigmund Freud publicada a la darreria de 1929, encara que en la seva portada figurava com a data 1930. Aquest treball, en conjunt amb Psicologia de les masses i anàlisi del jo que havia escrit el 1921, es reconeix com l'obra de psicologia social més completa de Freud i és considerat al mateix temps una de les obres crítiques més influents del segle xx.
El tema principal de l'obra és l'irremeiable antagonisme existent entre les exigències pulsionals i les restriccions imposades per la cultura. És a dir, una contradicció entre la cultura i les pulsions on regeix el següent: mentre la cultura intenta instaurar unitats socials cada vegada més grans, restringeix per això el desplegament i la satisfacció de les pulsions sexuals i agressives, transformant una part de la pulsió agressiva en sentiment de culpa. Per això, la cultura genera insatisfacció i patiment. Mentre més es desenvolupa la cultura, més creix el malestar.

## Informació general
En aquest llibre seminal, Sigmund Freud enumera el que considera les tensions fonamentals entre la civilització i l'individu. La fricció principal, afirma, es deriva de la recerca de l'individu de la llibertat instintiva i, per contra, la demanda de la civilització de la conformitat i la repressió dels instints. Molts dels instints primitius de la humanitat (per exemple, el desig de matar i la insaciable ànsia de plaer sexual) són clarament perjudicials per al benestar d'una comunitat humana. Com a resultat, la civilització crea les lleis que prohibeixen l'assassinat, la violació i l'adulteri, i implementa càstigs severs si aquestes normes es trenquen. Aquest procés, argumenta Freud, és una qualitat inherent de la civilització que infon sentiments de descontentament perpetu dels seus ciutadans.
La teoria de Freud es basa en la idea que els éssers humans tenen certes característiques i que els seus instints són immutables. Els més notables són els desitjos de sexe, i la predisposició a l'agressió violenta cap a les figures d'autoritat i enfront dels competidors sexuals, que tant dificulten la satisfacció dels instints d'una persona.

## Sinopsi
Freud comença aquest treball amb l'adopció d'una possible font de sentiment religiós que el seu llibre anterior, L'avenir d'una il·lusió, on analitzava: El sentiment oceànic de totalitat, infinitud i l'eternitat. El mateix Freud no pot experimentar la sensació de dissolució, però assenyala que realment existeixen diferents estats patològics i saludables (per exemple, l'amor), on es perd la frontera entre el jo i l'objecte, i se'n té una visió borrosa o distorsionada. Freud classifica el sentiment oceànic com una regressió a un estat anterior de la consciència abans que l'ego s'hagués diferenciat del món dels objectes. Freud continua amb els seus pensaments previs que la necessitat del sentiment religiós sorgeix del 'desemparament del nen i la nostàlgia del pare', i 's'imagina que el sentiment oceànic es connecta amb la religió més endavant', és a dir, que no és una genuïna experiència religiosa, encara que certament la gent que l'experimenta se sent d'aquesta manera.
El segon capítol s'aprofundeix en com la religió és una de les moltes maneres que sorgeix de la necessitat de l'individu de confortar-se respecte del patiment que existeix al món. El jo del nen es forma sobre el sentiment oceànic quan es comprèn que hi ha aspectes negatius de la realitat que un desitja separar-se. Però, al mateix temps que l'ego evita el descontentament, també es construeix a si mateix perquè pugui estar en millors condicions d'actuar per assegurar la felicitat, i aquests són els dos objectius del principi de plaer quan l'ego s'adona que la "realitat" també ha de ser tractada. Freud afirma que el "propòsit de la vida no és més que el programa del principi del plaer" i la resta del capítol és una exploració de diversos estils de l'adaptació humana s'utilitzen per assegurar la felicitat del món al mateix temps tractant d'evitar o limitar el sofriment. Freud assenyala tres fonts principals de descontentament que intenten dominar: 
- la nostra pròpia existència dolorosa i mortal,
- els aspectes cruels i destructius del món natural, i
- que hem de viure amb altres éssers humans en una societat.

Freud es refereix a aquesta última font, com "potser més dolorós per a nosaltres que qualsevol altre", i la resta d'aquest llibre s'extrapolen en el conflicte entre la instintiva recerca de l'individu de la gratificació i la realitat de la vida social.
La tercera secció del llibre aborda una paradoxa fonamental de la civilització: és una eina que hem creat per a protegir-nos de la infelicitat, i no obstant això és la nostra major font d'infelicitat. La gent es torna neuròtica perquè no pot tolerar la frustració que la societat imposa en el servei dels seus ideals culturals. Freud assenyala que els avenços tecnològics contemporanis de la ciència han estat, com a màxim, una arma de doble tall per a la felicitat humana. Freud es pregunta per a què és la societat sinó per a satisfer el principi del plaer, però admet que la civilització ha de fer concessions de la felicitat per tal de complir el seu objectiu principal de reunir la gent en una relació pacífica amb els altres, el que fa, fent-los subjectes a una entitat superior, l'autoritat comunal. La civilització es construeix des d'un compliment dels ideals humans de control, la bellesa, la higiene, l'ordre, i en especial per a l'exercici d'altes funcions intel·lectuals de la humanitat. Freud fa una analogia fonamental entre el desenvolupament de la civilització i el desenvolupament libidinal de l'individu, que permet a Freud per parlar de la civilització en els seus propis termes: no hi ha erotisme anal, que es converteix en una necessitat d'ordre i neteja, una sublimació dels instints en la utilitat, juntament amb una renúncia més repressiva dels instints. Aquest últim punt Freud el veu com el punt més important de la civilització, i si no es compensa, "es pot estar segur que trastorns greus es produiran en l'individu." Per tant, la civilització crea el descontentament i la patologia mental dels seus membres a través de la repressió dels instints.
En el quart capítol es tracta una conjectura pel que fa a la història del desenvolupament de la civilització, que ell suposava que va coincidir amb el fet que l'home es posava dret. Aquesta etapa és seguida per la hipòtesi de Freud de Tòtem i tabú que la cultura humana està lligada a un antic drama edípic dels germans s'uneixen per matar el seu pare, i després crear una cultura de normes per a poder expressar els ambivalents desitjos instintius.
A poc a poc l'amor a un objecte sexual es difon i es distribueix cap a tots els de la mateixa cultura i la humanitat en la forma d'una diluïda "afecte metainhibit". Freud descarta la idea que aquesta afecció passiva i sense prejudicis per a tots és el pinacle i el propòsit de l'amor humà. Freud assenyala que mentre que l'amor és essencial per unir a les persones en una civilització, al mateix temps la societat crea les lleis, restriccions i tabús per tractar de suprimir aquest instint, i Freud es pregunta si no pot ser més que el desig sexual, dins el termini 'libido'. "El treball psicoanalític ens ha demostrat que són precisament aquestes frustracions de la vida sexual que les persones conegudes com els neuròtics no poden tolerar".
En el cinquè capítol d'aquest treball, Freud explora les raons per les quals l'amor no pot ser la resposta, i conclou que hi ha una agressiva campanya genuïna i irreductible en tots els éssers humans. I mentre que l'instint d'amor (eros) pot ser comandat per la societat per a mantenir als seus membres junts, l'instint agressiu és contrari a aquesta tendència i ha de ser reprimit o dirigit contra una cultura rival. Així, Freud reconeix que no és irrevocable la mala voluntat en els cors dels homes, i que la civilització existeix fonamentalment per frenar i reprimir aquests impulsos.
En el sisè capítol, Freud analitza l'evolució del seu concepte de la libido per explicar per què ara ha de ser separada en dos instints: l'instint diferents objectes de l'eros i l'ego-instint de Thanatos. Aquest "nou" concepte de la pulsió de mort en realitat té una llarga trajectòria en els escrits de Freud, incloent-hi les seves investigacions sobre el narcisisme i el sadomasoquisme. Freud admet que pot ser difícil d'acceptar el seu punt de vista de la naturalesa humana com una predisposició cap a la mort i la destrucció, però raona que la supressió d'aquest instint és la veritable causa darrere de la necessitat de les restriccions de la civilització. La vida i la civilització, llavors, neixen i es desenvolupen a partir d'una eterna lluita entre aquestes dues forces interpersonals d'amor i odi.
En el setè capítol s'hi explica clarament com la repressió de la pulsió de mort treballa per inculcar la neurosi en les persones: l'agressivitat natural de l'infant humà és reprimida per la societat (i el seu representant, la figura paterna) i es va tornar cap a dins, introjectat, dirigida contra l'ego. Aquestes energies agressives esdevindran el superjo com la consciència, que castiga l'ego, tant per les transgressions comeses (penediment), sinó també els pecats que només ha fantasiejat amb (la culpa). Tots els individus s'han de sotmetre a la formació d'aquests sentiments de culpa, dels seus instints agressius han de ser reprimits, si desitgen participar en l'amor la societat civilitzada que s'ha apropiat dels seus membres. La culpa neuròtica i la repressió dels instints són simplement el preu que paguem per tal de viure junts en les famílies i comunitats.
El sentiment de culpa és el preu pagat per l'individu de pertànyer a la societat civilitzada, però sovint aquesta culpa es queda inconscient i s'experimenta com l'ansietat o el «descontentament». Freud també considera que, a més de la persona super-jo, que també pot ser un 'super-jo cultural', "en l'existència que s'erigeix com una consciència de la societat, i que la seva recomanació que és el mateix que la seva recomanació per molts dels seus pacients neuròtics: que ha de rebaixar les seves demandes sobre l'ego fràgil. Freud arriba a la conclusió d'aquest llibre, ampliant la seva distinció entre eros i thanatos: "Quan una tendència instintiva pateix repressió, els seus elements libidinals es converteixen en símptomes, i els seus components agressius en un sentiment de culpa", i reflexiona sobre com l'eterna batalla entre aquests poders celestials es jugarà a la humanitat.

## Context històric
Aquest treball ha de ser entès en el context dels esdeveniments contemporanis: la Primera Guerra Mundial, sens dubte, van influir a Freud i va tenir un impacte en la seva observació central sobre la tensió entre l'individu i la civilització. Enmig d'una nació que seguia recuperant-se d'una guerra de brutal violència, Freud va desenvolupar pensaments publicats dos anys abans en L'avenir d'una il·lusió (1927), en què criticava la religió organitzada com una neurosi col·lectiva. Freud, un ateu declarat, va afirmar que la religió ha domat els instints antisocials i va crear un sentit de comunitat entorn d'un conjunt compartit de creences, contribuint així a una civilització. No obstant això, a la vegada, la religió organitzada també representa cost psicològic enorme a la persona subordinant-la constantment a la figura del pare primordial, consagrat en Déu.